# Miljøministre fra Færøerne
Miljøministeren (færøsk: landsstýrismaðurin í umhvørvismálum) var fra 1985 til 2004 en ministerpost i Færøernes regering, men aldrig med eget ministerium. Siden 2004 hører miljøsager under indenrigsministeren.
| Periode   | Navn                | Parti                | Ministerium                                    |
| --------- | ------------------- | -------------------- | ---------------------------------------------- |
| 1985–1989 | Jóngerð Purkhús     | Tjóðveldisflokkurin  | Finans-, økonomi- og miljøministeriet          |
| 1989–1991 | Signar á Brúnni     | Tjóðveldisflokkurin  | Skole-, kultur- og miljøministeriet            |
| 1991–1993 | Svend Aage Ellefsen | Fólkaflokkurin       | Samfærdsels-, energi- og miljøministeriet      |
| 1993–1994 | Signar á Brúnni     | Tjóðveldisflokkurin  | Miljø-, energi- og kommunalministeriet         |
| 1994–1998 | Eilif Samuelsen     | Sambandsflokkurin    | Miljø-, energi-, skole- og kommunalministeriet |
| 1998–2004 | Eyðun Elttør        | Sjálvstýrisflokkurin | Olie- og miljøministeriet                      |